# Japanese War Bride
Pour plus de détails, voir Fiche technique et Distribution.
Japanese War Bride est un film américain réalisé par King Vidor, sorti en 1952.

## Synopsis
Gravement blessé lors de la guerre de Corée, le lieutenant Jim Sterling est soigné dans un hôpital japonais, où il va tomber amoureux de son infirmière Tae Shimizu. Ils décident de se marier malgré l'avis du grand-père de Tae, qui craint que les différences entre eux soient trop grandes. Jim revient avec sa nouvelle femme à Salinas, et la présente à sa famille. Sa belle-sœur Fran, qui a toujours aimé Jim, devient jalouse de Tae et va chercher à lui nuire. Tae rencontre les Hasagawa, les voisins de Sterling, et va apprendre plus tard qu'ils ont été internés dans des camps lors de la Seconde Guerre mondiale.
Plus tard, Tae, enceinte, attend avec impatience de vivre en famille dans la maison qu'elle et Jim veulent construire. Mais une lettre anonyme circule, prétendant que le père de l'enfant qui vient de naître est en fait le fils de Shiro Hasagawa. Jim va finir par découvrir que Fran est l'auteur de cette lettre et se réconcilier avec sa femme.

## Fiche technique
- Titre original : Japanese War Bride
- Réalisation : King Vidor
- Scénario : Catherine Turney, Anson Bond
- Direction artistique : Danny Hall
- Costumes : Adele Parmenter, Izzy Berne
- Décors : Murray Waite
- Photographie : Lionel Lindon
- Son : Vic Appel
- Montage : Terry Morse
- Musique : Emil Newman, Arthur Lange
- Production : Joseph Bernhard
- Société de production : Bernhard Productions, Inc.
- Société de distribution : Twentieth Century-Fox Film Corp.
- Pays d’origine :  États-Unis
- Langue originale : anglais
- Format : Noir et blanc - 35 mm - 1,37:1 - Son Mono
- Genre : Drame
- Durée : 91 minutes
- Date de sortie :
  - États-Unis : 29 janvier 1952

## Distribution
- Shirley Yamaguchi : Tae Shimizu
- Don Taylor : Jim Sterling
- Cameron Mitchell : Art Sterling
- Marie Windsor : Fran Sterling
- James Bell : Ed Sterling
- Louise Lorimer : Harriet Sterling
- Philip Ahn : Eitaro Shimizu
- Sybil Merritt : Emily Shafer
- Lane Nakano : Shiro Hasagawa
- Kathleen Mulqueen : Mme Milly Shafer
- Orley Lindgren : Ted Sterling
- George Wallace : Woody Blacker
- May Takasugi : Emma Hasagawa
- William Yokota : M. Hasagawa
- Susie Matsumoto : Mère de Tae
- Weaver Levy : Kioto
- Jerry Fujikawa : Homme au marché aux poissons
- Chieko Sato : Serviteur japonais
- Tetsu Komai : Serviteur japonais
- Hisa Chiba : Vieille femme japonaise
- David March : Homme à l'usine